# Боргето
Боргето (итал. Borgetto) је насеље у Италији у округу Палермо, региону Сицилија.
Према процени из 2011. у насељу је живело 6272 становника. Насеље се налази на надморској висини од 279 м.

## Становништво
| 1931. | 1936. | 1951. | 1961. | 1971. | 1981. | 1991. | 2001. | 2011. |
| ----- | ----- | ----- | ----- | ----- | ----- | ----- | ----- | ----- |
| 6.179 | 6.216 | 6.927 | 6.608 | 5.865 | 5.694 | 5.873 | 6.242 | 7.021 |